# Maciej Biegański
Maciej Biegański herbu Prawdzic – łowczy brasławski w 1757 roku, poseł na sejm elekcyjny 1733 roku z powiatu brasławskiego, elektor Stanisława Leszczyńskiego w 1733 roku.